# نهر توبول
توبول (الروسية: Тобол)، (بالقازاقية: Тобыл-Tobyl) هو نهر ورافد رئيسي من نهر إرتيش. طوله 1,660 كـم (1,030 ميل)، ومساحة المستجمع المائي هو 395,000 كـم2 (153,000 ميل2).

## التاريخ
كان نهر توبول أحد الأنهار الأربعة المهمة لخانية سيبير. في عام 1428 قُتل الخان في معركة مع قوات أبو الخير خان في معركة توبول. 
في القرن السادس عشر، كانت توبول هي المحطة الشرقية لطريق النقل المؤدي غربًا إلى نهري فيشيرا و كاما.

## المدن والبلدات على توبول
- ليساكوفسك في كازاخستان
- رودني في كازاخستان
- كوستناي (نيكولاييفسك سابقًا) في كازاخستان
- كورغان في الاتحاد الروسي
- يالوتوروفسك في الاتحاد الروسي
- توبولسك في الاتحاد الروسي، حيث ينضم توبول إلى إيرتيش

- أوي
- Ubagan
- أضبط
- طره
- تافدا